# Ernest Kipyego
Ernest Kipyego (* 6. Oktober 1978) ist ein kenianischer Marathonläufer.
2000 gewann er den Friedensmarathon Košice. 2002 wurde er Dritter beim Enschede-Marathon und siegte beim Köln-Marathon mit dem damaligen Streckenrekord von 2:10:51. 2003 stellte er als Sechster des Eindhoven-Marathons seine Bestzeit von 2:09:55 auf. 2004 wurde er Zweiter des Leipzig-Marathons. 2005 siegte er beim Linz-Marathon und wurde im Jahr darauf Zweiter.
Bei der Premiere des Kassel-Marathons 2007 belegte er den zweiten Platz.